# NGC 7292
NGC 7292 este o low-surface-brightness galaxy⁠(d) situată în constelația Pegas. A fost descoperită în 6 septembrie 1872 de către Édouard Stephan⁠(d). Se află la o distanță de 6 megaparseci de Pământ.